# Dysdera gmelini
Dysdera gmelini este o specie de păianjeni din genul Dysdera, familia Dysderidae, descrisă de Dunin, 1991. Conform Catalogue of Life specia Dysdera gmelini nu are subspecii cunoscute.